# Ivan Tai-Apin
Ivan Patrick Tai-Apin (Paramaribo, 23 februari 1977) is een Surinaams-Nederlands acteur, regisseur en producent.

## Biografie
Ivan Tai-Apin werd geboren als jongste van 4 kinderen. In 1983-1984 zwom hij bij zwemvereniging Neptunes en werd in zijn leeftijdscategorie nationaal zwemkampioen van Suriname. In 1994 werd hij basketbal jeugd kampioen met SCVU.
Hij vertrok op 21-jarige leeftijd naar Nederland om Technische Bedrijfskunde aan de Hogeschool Rotterdam te studeren. Tijdens zijn studie begon hij in 2002 acteerlessen te volgen bij Rotterdams Interfacultair Studenten Cabaret (RISK) onder leiding van Han Hazewindus. In 2006 startte hij bij RISK met het volgen van een masterclass regie.
In 2007 en 2008 won hij als regisseur het studenten-eenakterfestival in Rotterdam met de theaterstukken 'De vegetarische schoenmaker' en 'De brief van Don Juan'. In 2008 en 2009 regisseerde en co-produceerde hij de Unity is Strength Awardshow in Rotterdam voor stichting Eenheid is kracht. Hij werkte van 2005 tot 2008 als regisseur voor het controverseel Rotterdams kledingsmerk Truustrendy en als acteur voor Hazewindus Theaterproducties.
In 2004 kreeg Tai-Apin zijn eerste filmrol als Stanley in 'Een grap gaat op reis en andere verhalen' geregisseerd door regisseur Janwillem de Kok. Van 2004 tot en met 2009 was hij bestuurslid van het Surinaams Inspraak Orgaan. In 2010 en 2011 werkte Tai-Apin als regisseur bij de Jeugd Theaterschool Amsterdam Zuid-oost (JTSZO) in het Bijlmerpark Theater. In 2011 regisseerde hij het theaterstuk Lavatorie in Nederland en vertrok hij op 24 juli 2011 naar Suriname. In 2013 had hij een hoofdrol in de openingshow van Carifesta.
In 2016 startte hij met zijn productiebedrijf It Goes Casting & Productions. In 2018 regisseerde en produceerde hij zijn debuutfilm Wiren, die onder meer in 2019 werd geselecteerd voor het Nederlands Film Festival (NFF) in Utrecht, Dbuff Filmfestival in Amsterdam, Gouden Kalveren Competitie 2020 in Nederland, International feature films category 93rd Oscars en de eerste Surinaamse film werd op Netflix, I-Tunes and Amazon Prime. Van februari 2019 tot november 2019 was Ivan Tai-Apin interim directeur van Theater Thalia in Suriname.
Tijdens de World Expo 2020 (oktober 2021 - april 2022) in Dubai was hij verantwoordelijk voor live entertainment van de expositie van Suriname.

## Overzicht
| jaar       | productie | rol                                         | locatie                                        |
| ---------- | --- | ------------------------------------------- | ---------------------------------------------- |
| 1999       | Voor een lollie moet je tot naar onder | singer, songwriter & creator                | Rotterdam                                      |
| 2004-2009  | edelfigurant in onder andere in Goede tijden, slechte tijden en Grijpstra en de Gier; presentator/verslaggever Waterkant tv, hoofdrol commercial Wereld Havendagen, iso 597 hoofdrol; campagne veiligheid Rotterdam, Balkenende-commercial | acteur, edelfigurant, hoofdrol, presentator | Nederland en Suriname                          |
| 2004-2008  | Hazewindus Theaterproductiehuis | acteur                                      | Blijdorp, Dolfinarium, kunstfestivals, museums |
| 2004-2008  | Truustrendy Fashionshows | regisseur                                   | Nederland                                      |
| 2007/2008  | Unity is strength awardshow | regisseur, producent                        | Rotterdam                                      |
| 2009       | Kinderrechten festival/ right to be a star show | regisseur. jury, actingcoach                | Rotterdam                                      |
| 2009       | Sitos Redding | acteur (monoloog)                           | Culturalis Theater Festival                    |
| 2009/2010  | Pagarra estafette 2009 in Paramaribo (tv) | presentator/ reporter                       | Suriname en Nederland                          |
| 2010/2011  | Alice in Wonderland eenakter | regisseur en scriptbewerking                | Nederland                                      |
| 2011       | Lavatorie | regisseur, co-writer                        | Theater Zuidplein, Rotterdam                   |
| 2011/2012  | Tv Station 18+ | regisseur, co-creator, editor               | SCCN Televisie                                 |
| 2013       | Carifesta Openingsshow | acteur (Leadrole)                           | Openingsshow Presidentieel Paleis              |
| 2013       | Ala Sani Kon Kenki Now (documentaire) | regisseur                                   | Tv-stations Suriname                           |
| 2014       | Got Talent | jurylid                                     | ATV Televisie, Suriname                        |
| 2014       | Akiki (korte film) | filmacteur, actingcoach                     | Suriname                                       |
| 2015       | David & Bathseba | regisseur, scriptbewerking                  | Grote Stadskerk                                |
| 2015       | Sick Society | regisseur, scriptbewerking                  | Theater Thalia                                 |
| 2016       | Ode aan het Doe-theater | regisseur, scriptbewerking                  | Theater Thalia                                 |
| 2016       | Baka Fotenti Yari | acteur (lead)                               | Theater Thalia                                 |
| 2017       | I AM | regisseur                                   | Theater Thalia                                 |
| 2017       | Hilkia Lobman Show | regisseur, co-writer                        | Theater Thalia                                 |
| 2017       | Recovery theater watershow | regisseur & scriptschrijver                 | Torarica & Houttuin Welness                    |
| 2015-2018  | Theaterproducties NBS: Money, money,money, De Tijd machine, Trump vs North Korea, Dom naar Knap | regisseur & scriptschrijver                 | Theater Thalia                                 |
| 2018       | Pride show | regisseur                                   | Suriname                                       |
| 2018       | Wiren (film) | producent, regisseur & scriptschrijver      | Suriname                                       |
| 2019       | Benefietspektakel Thalia | managing director                           | Anthony Nesty-sporthal                         |
| 2017 -2019 | Lead actor presentator; wippy pindakaas, commercial kerstbroden fernandes en commercial parbo bier radler | acteur/ presentator                         | Suriname                                       |
| 2019       | Mohini, fighting against time | regisseur, co-writer                        | Theater Thalia                                 |
| 2020       | World Expo Dubai | Regisseur                                   | Dubai                                          |